# Evaldas Ignatavičius

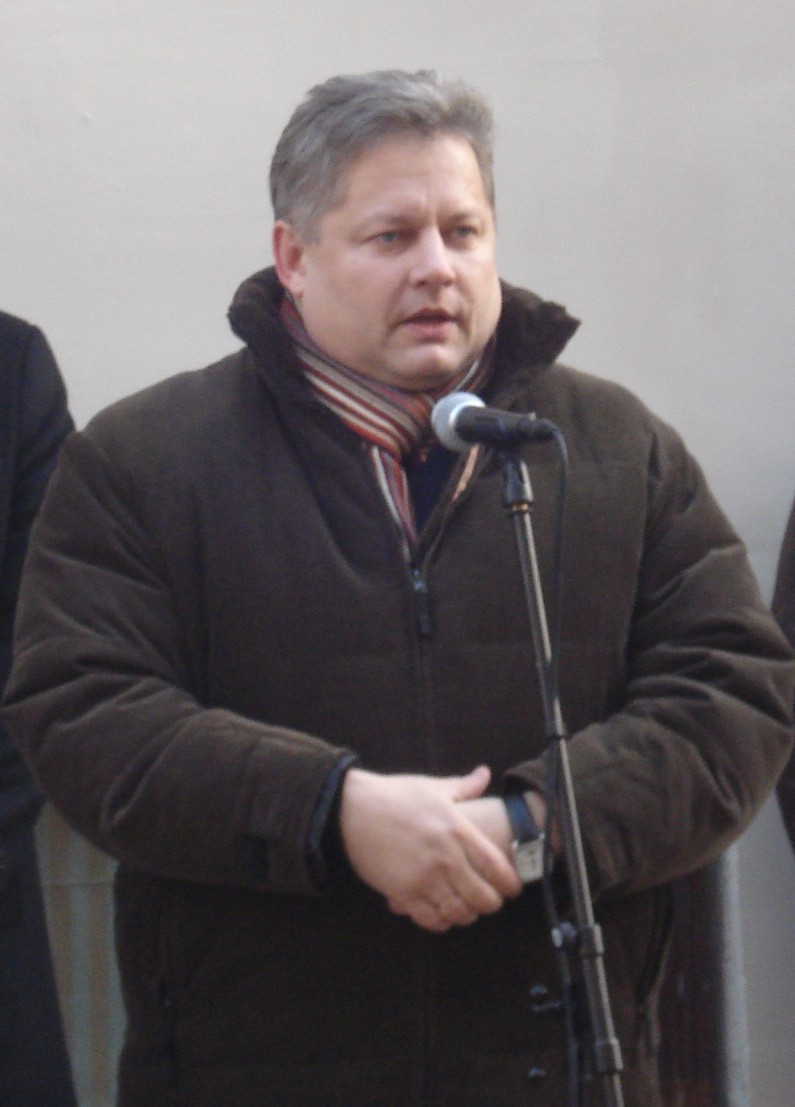
Evaldas Ignatavičius in Vilnius 2009

Evaldas Ignatavičius (* 8. Februar 1967 in Ukmergė, Litauische SSR) ist ein litauischer Diplomat und ehemaliger Politiker, stellvertretender Außenminister Litauens.

## Leben
Von 1987 bis 1992 absolvierte Evaldas Ignatavičius das Studium der Philologie an der Vilniaus universitetas und war von 1991 bis 1995 Beamter im Litauischen Außenministerium, von 1995 bis 1998 Berater in der litauischen Botschaft (Polen), von 2004 bis 2009 Botschafter in Deutschland, von 2001 bis 2002 und seit 2009 Stellvertreter des Außenministers Audronius Ažubalis (* 1958) im Kabinett Kubilius II.
Von 2002 bis 2004 war er Hochschullehrer am Institut für Politikwissenschaften der Universität Vilnius. Von 2013 bis 2016 war er litauischer Botschafter in Belarus.

## Quelle
- Information der litauischen Botschaft Berlin

| Personendaten    | Personendaten                                                       |
| ---------------- | ------------------------------------------------------------------- |
| NAME             | Ignatavičius, Evaldas                                               |
| KURZBESCHREIBUNG | litauischer Diplomat und Politiker, stellvertretender Außenminister |
| GEBURTSDATUM     | 8. Februar 1967                                                     |
| GEBURTSORT       | Ukmergė, Litauische SSR                                             |